# Olympische Sommerspiele 1976/Fußball
Bei den XXI. Olympischen Spielen 1976 in Montreal wurde ein Wettbewerb im Fußball ausgetragen.
Erstmals konnte eine deutsche Mannschaft, die Nationalmannschaft der DDR, die olympische Goldmedaille gewinnen. Im Finale wurde Polen, der WM-Dritte von 1974, in dessen Reihen viele WM-Spieler, u. a. der WM-Torschützenkönig Grzegorz Lato, standen, mit 3:1 besiegt. Erstmals seit 1928 konnte mit Brasilien wieder eine südamerikanische Mannschaft das Halbfinale erreichen.
Die drei qualifizierten afrikanischen Mannschaften nahmen wegen des Olympiaboykotts der afrikanischen Staaten nicht teil. Die Amateurmannschaft des DFB schied bereits in der ersten Qualifikationsrunde gegen Spanien aus. Nachdem es beim Turnier 1972 nach der Gruppenphase eine Zwischenrunde gab, wurde diesmal wieder ab dem Viertelfinale im K.-o.-System weiter gespielt. Spielorte waren neben dem Olympiastadion in Montreal das Varsity Stadium in Toronto, der Lansdowne Park in Ottawa und das Stade Municipal de Sherbrooke in Sherbrooke.

## Olympisches Turnier

### Gruppenphase

#### Gruppe A
| Pl. | Land      | Sp.           | S             | U             | N             | Tore          | Diff.         | Punkte        |
| --- | --------- | ------------- | ------------- | ------------- | ------------- | ------------- | ------------- | ------------- |
| 1.  | Brasilien | 2             | 1             | 1             | 0             | 002:100       | +1            | 03:10         |
| 2.  | DDR       | 2             | 1             | 1             | 0             | 001:000       | +1            | 03:10         |
| 3.  | Spanien   | 2             | 0             | 0             | 2             | 001:300       | −2            | 0:40          |
|     | Nigeria   | zurückgezogen | zurückgezogen | zurückgezogen | zurückgezogen | zurückgezogen | zurückgezogen | zurückgezogen |

|                                        |   |         |           |
| 18. Juli 1976 um 15:00 Uhr in Toronto  |   |         |           |
| Brasilien                              | – | DDR     | 0:0       |
| 20. Juli 1976 um 19:00 Uhr in Montreal |   |         |           |
| Brasilien                              | – | Spanien | 2:1 (1:1) |
| 22. Juli 1976 um 15:00 Uhr in Montreal |   |         |           |
| DDR                                    | – | Spanien | 1:0 (0:0) |

#### Gruppe B
| Pl. | Land       | Sp. | S | U | N | Tore    | Diff. | Punkte |
| --- | ---------- | --- | - | - | - | ------- | ----- | ------ |
| 1.  | Frankreich | 3   | 2 | 1 | 0 | 009:300 | +6    | 05:10  |
| 2.  | Israel     | 3   | 0 | 3 | 0 | 003:300 | ±0    | 03:30  |
| 3.  | Mexiko     | 3   | 0 | 2 | 1 | 004:700 | −3    | 02:40  |
| 4.  | Guatemala  | 3   | 0 | 2 | 1 | 002:500 | −3    | 02:40  |

|                                          |   |           |           |
| 19. Juli 1976 um 18:00 Uhr in Toronto    |   |           |           |
| Israel                                   | – | Guatemala | 0:0       |
| 19. Juli 1976 um 18:00 Uhr in Ottawa     |   |           |           |
| Frankreich                               | – | Mexiko    | 4:1 (2:0) |
| 21. Juli 1976 um 16:00 Uhr in Montreal   |   |           |           |
| Mexiko                                   | – | Israel    | 2:2 (2:0) |
| 21. Juli 1976 um 17:00 Uhr in Sherbrooke |   |           |           |
| Frankreich                               | – | Guatemala | 4:1 (2:0) |
| 23. Juli 1976 um 17:00 in Sherbrooke     |   |           |           |
| Mexiko                                   | – | Guatemala | 1:1 (1:1) |
| 23. Juli 1976 um 21:00 Uhr in Montreal   |   |           |           |
| Frankreich                               | – | Israel    | 1:1 (0:0) |

#### Gruppe C
| Pl. | Land  | Sp.           | S             | U             | N             | Tore          | Diff.         | Punkte        |
| --- | ----- | ------------- | ------------- | ------------- | ------------- | ------------- | ------------- | ------------- |
| 1.  | Polen | 2             | 1             | 1             | 0             | 003:200       | +1            | 03:10         |
| 2.  | Iran  | 2             | 1             | 0             | 1             | 003:300       | ±0            | 02:20         |
| 3.  | Kuba  | 2             | 0             | 1             | 1             | 000:100       | −1            | 01:30         |
|     | Ghana | zurückgezogen | zurückgezogen | zurückgezogen | zurückgezogen | zurückgezogen | zurückgezogen | zurückgezogen |

|                                        |   |      |           |
| 18. Juli 1976 um 15:00 Uhr in Ottawa   |   |      |           |
| Polen                                  | – | Kuba | 0:0       |
| 20. Juli 1976 um 18:00 Uhr in Ottawa   |   |      |           |
| Iran                                   | – | Kuba | 1:0 (1:0) |
| 22. Juli 1976 um 20:00 Uhr in Montreal |   |      |           |
| Polen                                  | – | Iran | 3:2 (0:1) |

#### Gruppe D
| Pl. | Land        | Sp.           | S             | U             | N             | Tore          | Diff.         | Punkte        |
| --- | ----------- | ------------- | ------------- | ------------- | ------------- | ------------- | ------------- | ------------- |
| 1.  | Sowjetunion | 2             | 2             | 0             | 0             | 005:100       | +4            | 04:0          |
| 2.  | Nordkorea   | 2             | 1             | 0             | 1             | 003:400       | −1            | 02:20         |
| 3.  | Kanada      | 2             | 0             | 0             | 2             | 002:500       | −3            | 0:40          |
|     | Sambia      | zurückgezogen | zurückgezogen | zurückgezogen | zurückgezogen | zurückgezogen | zurückgezogen | zurückgezogen |

|                                        |   |             |           |
| 19. Juli 1976 um 16:00 Uhr in Montreal |   |             |           |
| Kanada                                 | – | Sowjetunion | 1:2 (0:2) |
| 21. Juli 1976 um 18:00 Uhr in Toronto  |   |             |           |
| Nordkorea                              | – | Kanada      | 3:1 (1:0) |
| 23. Juli 1976 um 18:00 Uhr in Ottawa   |   |             |           |
| Sowjetunion                            | – | Nordkorea   | 3:0 (0:0) |

### Finalrunde
|  | Viertelfinale | Viertelfinale | Viertelfinale |  |  | Halbfinale | Halbfinale  | Halbfinale |  |  | Finale           | Finale           | Finale           |
|  |               |               |               |  |  |            |             |            |  |  |                  |                  |                  |
|  |               | Brasilien     | 4             |  |  |            |             |            |  |  |                  |                  |                  |
|  |               | Israel        | 1             |  |  |            |             |            |  |  |                  |                  |                  |
|  |               |               |               |  |  |            | Polen       | 2          |  |  |                  |                  |                  |
|  |               |               |               |  |  |            | Brasilien   | 0          |  |  |                  |                  |                  |
|  |               | Polen         | 5             |  |  |            |             |            |  |  |                  |                  |                  |
|  |               | Nordkorea     | 0             |  |  |            |             |            |  |  |                  |                  |                  |
|  |               |               |               |  |  |            |             |            |  |  |                  | DDR              | 3                |
|  |               |               |               |  |  |            |             |            |  |  |                  | Polen            | 1                |
|  |               | DDR           | 4             |  |  |            |             |            |  |  |                  |                  |                  |
|  |               | Frankreich    | 0             |  |  |            |             |            |  |  |                  |                  |                  |
|  |               |               |               |  |  |            | Sowjetunion | 1          |  |  |                  |                  |                  |
|  |               |               |               |  |  |            | DDR         | 2          |  |  | Spiel um Platz 3 | Spiel um Platz 3 | Spiel um Platz 3 |
|  |               | Sowjetunion   | 2             |  |  |            |             |            |  |  |                  | Sowjetunion      | 2                |
|  |               | Iran          | 1             |  |  |            |             |            |  |  |                  | Brasilien        | 0                |

#### Viertelfinale
|                                          |   |            |           |
| 25. Juli 1976 um 16:00 Uhr in Toronto    |   |            |           |
| Brasilien                                | – | Israel     | 4:1 (0:0) |
| 25. Juli 1976 um 21:00 Uhr in Montreal   |   |            |           |
| Polen                                    | – | Nordkorea  | 5:0 (1:0) |
| 25. Juli 1976 um 18:00 Uhr in Ottawa     |   |            |           |
| DDR                                      | – | Frankreich | 4:0 (1:0) |
| 25. Juli 1976 um 16:00 Uhr in Sherbrooke |   |            |           |
| Sowjetunion                              | – | Iran       | 2:1 (1:0) |

#### Halbfinale
|                                        |   |           |           |
| 27. Juli 1976 um 18:00 Uhr in Toronto  |   |           |           |
| Polen                                  | – | Brasilien | 2:0 (0:0) |
| 27. Juli 1976 um 18:00 Uhr in Montreal |   |           |           |
| Sowjetunion                            | – | DDR       | 1:2 (0:0) |

#### Spiel um Platz 3
|                                        |   |           |           |
| 29. Juli 1976 um 21:00 Uhr in Montreal |   |           |           |
| Sowjetunion                            | – | Brasilien | 2:0 (1:0) |

#### Finale
| DDR                                                              | DDR | Polen | Polen |
| ---------------------------------------------------------------- | --- | --- | ----- |
| DDR                                                              | \| Finale \| \| 31. Juli 1976 um 21:30 Uhr in Montreal (Olympiastadion Montreal) \| \| Ergebnis: 3:1 (2:0) \| \| Zuschauer: 71.617 \| \| Schiedsrichter: Ramón Barreto ( Uruguay) \| \| Spielbericht \|                                                        | \| Finale \| \| 31. Juli 1976 um 21:30 Uhr in Montreal (Olympiastadion Montreal) \| \| Ergebnis: 3:1 (2:0) \| \| Zuschauer: 71.617 \| \| Schiedsrichter: Ramón Barreto ( Uruguay) \| \| Spielbericht \|                                                 | Polen |
| DDR                                                              | Jürgen Croy – Hans-Jürgen Dörner – Gerd Kische, Konrad Weise, Lothar Kurbjuweit – Reinhard Häfner, Reinhard Lauck, Hartmut Schade – Wolfram Löwe (68. Wilfried Gröbner), Hans-Jürgen Riediger (86. Bernd Bransch), Martin Hoffmann Cheftrainer: Georg Buschner | Jan Tomaszewski (19. Piotr Mowlik) – Henryk Wieczorek – Antoni Szymanowski, Władysław Żmuda, Henryk Wawrowski – Zygmunt Maszczyk, Kazimierz Deyna, Henryk Kasperczak – Grzegorz Lato, Andrzej Szarmach, Kazimierz Kmiecik Cheftrainer: Kazimierz Górski | Polen |
| DDR                                                              | 1:0 Schade (7.) 2:0 Hoffmann (14.) 3:1 Häfner (84.) | 2:1 Lato (59.) | Polen |
| DDR                                                              | Schade (1.) | | Polen |
| Finale                                                           | | |       |
| 31. Juli 1976 um 21:30 Uhr in Montreal (Olympiastadion Montreal) | | |       |
| Ergebnis: 3:1 (2:0)                                              | | |       |
| Zuschauer: 71.617                                                | | |       |
| Schiedsrichter: Ramón Barreto ( Uruguay)                         | | |       |
| Spielbericht                                                     | | |       |

#### Spielbericht
Die DDR-Auswahl konnte bis auf den verletzten Dresdner Gerd Weber in Bestbesetzung antreten. Durch die frühen Tore von Schade und Hoffmann gewann die Mannschaft schnell an Sicherheit, die vor allem von Torwart Croy und Libero Dörner ausging. Dörner organisierte die Abwehr umsichtig; daneben konnte er mit häufigen Vorstößen das Angriffsspiel unterstützen. Die Polen, die die erste Viertelstunde regelrecht verschlafen hatten, fanden auch später nicht ihren Spielrhythmus. Dagegen gelang es der DDR-Mannschaft, auf dem glitschigen Boden das Spiel nach ihrem Konzept zu gestalten; besonders nach der Pause harmonierten alle Mannschaftsteile. Ihr Mittelfeld bestimmte fast über die gesamte Spieldauer das Geschehen; Löwe mit seinem großen Laufpensum und der pfeilschnelle Riediger wirbelten die polnische Abwehr nach Belieben durcheinander. Aufgrund der vielen Torchancen hätte die DDR schon zur Halbzeit deutlicher führen können. Stattdessen konnten die Polen noch einmal Hoffnung schöpfen, als ihr Rechtsaußenstürmer Lato vierzehn Minuten nach Wiederanpfiff den Anschlusstreffer erzielte. Polen hatte anschließend seine stärkste Phase, forcierte sein Angriffsspiel. Die DDR-Abwehr rettete sich zunächst mit einfachem Wegschlagen des Balls über die Zeit, bis die gesamte Mannschaft das Spiel wieder in den Griff bekam. Als Häfner fünf Minuten vor Schluss nach einem Alleingang den polnischen Torwart narrte und mit einem Flachschuss das 3:1 erzielte, war das Spiel entschieden.
DDR-Trainer Georg Buschner kommentierte anschließend das Spiel: „Wir waren unseren polnischen Freunden im Teamwork überlegen. Auf die polnische Taktik konnten wir uns bereits gegen die UdSSR, die ähnlich spielt, einstellen.“

## Medaillenränge
| Rang         | Medaillengewinner |
| ------------ | --- |
| Gold DDR     | Bernd Bransch, Jürgen Croy (TW), Hans-Jürgen Dörner, Hans-Ulrich Grapenthin (TW), Wilfried Gröbner, Reinhard Häfner, Gert Heidler, Martin Hoffmann, Gerd Kische, Lothar Kurbjuweit, Reinhard Lauck, Wolfram Löwe, Hans-Jürgen Riediger, Dieter Riedel, Hartmut Schade, Gerd Weber, Konrad Weise Trainer: Georg Buschner                                          |
| Silber Polen | Jan Benigier, Lesław Ćmikiewicz, Kazimierz Deyna, Jerzy Gorgoń, Henryk Kasperczak, Kazimierz Kmiecik, Grzegorz Lato, Zygmunt Maszczyk, Piotr Mowlik (TW), Roman Ogaza, Wojciech Rudy, Andrzej Szarmach, Antoni Szymanowski, Jan Tomaszewski (TW), Henryk Wawrowski, Henryk Wieczorek, Władysław Żmuda Trainer: Kazimierz Górski                                  |
| Bronze UdSSR | Wladimir Astapowski (TW), Oleh Blochin, Leonid Burjak, Wladimir Fjodorow, Mychajlo Fomenko, Wiktor Kolotow, Anatolij Konkow, Wiktor Matwijenko, Alexander Minajew, Leonid Nasarenko, Wolodymyr Onyschtschenko, Alexander Prochorow (TW), Dawit Qipiani, Stefan Reschko, Wiktor Swjahinzew, Wolodymyr Troschkin, Wolodymyr Weremejew Trainer: Walerij Lobanowskyj |

## Beste Torschützen
| Rang | Spieler                  | Tore |
| ---- | ------------------------ | ---- |
| 1    | Andrzej Szarmach         | 6    |
| 2    | Hans-Jürgen Dörner       | 4    |
| 3    | Wolodymyr Onyschtschenko | 3    |
|      | Víctor Rangel            | 3    |
|      | Michel Platini           | 3    |
|      | Grzegorz Lato            | 3    |
| …    |                          |      |
| 14   | Hans-Jürgen Riediger     | 1    |
|      | Martin Hoffmann          | 1    |
|      | Wolfram Löwe             | 1    |
|      | Hartmut Schade           | 1    |
|      | Lothar Kurbjuweit        | 1    |
|      | Reinhard Häfner          | 1    |